# Santa Greca
Santa Greca (12 ottobre 284 – Decimomannu, 21 gennaio 304) è stata una cristiana vissuta in Sardegna e, secondo la tradizione, martirizzata durante le persecuzioni volute da Diocleziano. È venerata dalla Chiesa cattolica.

## Storia
Le uniche notizie certe su Greca derivano dall'iscrizione sulla sua lapide sepolcrale, rinvenuta a Decimomannu, presso l'antica chiesa di Santa Greca, nel 1560. La lapide, databile al IV - V secolo, documenta che una giovane di nome Greca, vissuta vent'anni, due mesi e diciannove giorni, venne in quel luogo sepolta il 21 gennaio. Basandosi su questi dati e considerando il 304 l'anno della morte (come vuole la tradizione), l'ipotetica data di nascita della santa sarebbe il 12 ottobre 284.
L'iscrizione, corredata dal monogramma di Cristo, presenta il nome della defunta preceduto dalla sigla B. M., abbreviazione delle parole latine Beatae memoriae o Bene merenti (non, secondo un'erronea interpretazione data in passato, di Beata Martyr). In seguito a questo rinvenimento, nel 1618 l'arcivescovo di Cagliari Francisco d'Esquivel inserì nel calendario liturgico diocesano la festa in onore di santa Greca. Nel 1633 iniziarono, sempre presso la chiesa di Decimomannu, gli scavi che avrebbero portato al rinvenimento dei resti di uno scheletro umano, all'interno dell'unica tomba rinvenuta sotto il pavimento della chiesa. Le ossa, considerate reliquie della santa, vennero divise in due parti; una parte venne deposta presso il Santuario dei Martiri, nel duomo di Cagliari, mentre l'altra parte rimase a Decimo. La ricorrenza di santa Greca fu tolta dal calendario diocesano nel 1882, per volere della Sacra Congregazione dei Riti, che nel 1883 reinserì la festa tra quelle in onore dei santi il cui culto è locale.

## Culto
La tradizione narra che la santa, cristiana vissuta a Decimomannu tra il III e il IV secolo, sarebbe stata imprigionata e torturata, con la flagellazione e con l'infissione di tre chiodi nella testa, per costringerla ad abiurare la fede, e infine decapitata nel 304, durante le persecuzioni volute da Diocleziano contro i cristiani.
Se non ci sono fonti che attestino la storicità del suo martirio, si sa per certo che il culto riservato a santa Greca martire risale almeno al XIV secolo, quando il suo nome è citato in diversi documenti, specialmente riferiti al convento di monache di Decimo, annesso alla chiesa dedicata alla santa. Del monastero si hanno notizie dal IX secolo, epoca alla quale risale il sarcofago di una monaca di nome Greca, rinvenuto nella zona di Fangariu Cagliari come noto dal documentoCAR034. In un documento del 1413 si fa riferimento al monasterio et ecclesiae sanctae Grecae martyris in villa de Decimo, in occasione della nomina della badessa; questo documento è inoltre il più antico tra quelli pervenuti in cui al nome di santa Greca si affianca il titolo di martire. L'attuale chiesa, ricostruita nel XVIII secolo, conserva ancora l'abside semicircolare dell'antica fabbrica protoromanica, risalente all'XI secolo.
Con Decreto Erezione Santuario Diocesano del 31 maggio 2016 Mons. Arrigo Miglio, Arcivescovo Metropolita di Cagliari, ha eretto la Chiesa di Santa Greca, Vergine e Martire di Decimomannu, in Decimomannu (CA) a  Santuario Diocesano sotto il titolo di "Santuario di Santa Greca Vergine e Martire di Decimomannu".
Il giorno 22 settembre 2016 è stata inaugurata la Porta Santa  alla presenza dell'Arcivescovo Arrigo Miglio e rimarrà aperta per tutto il periodo delle festività in onore alla Santa.